# Paul Decauville
Paul Decauville (Évry, 1846.  június 7.  –  Neuilly-sur-Seine, 1922. június 29.) a mezei vasutak francia úttörője volt. Legnagyobb találmánya az előre gyártott, keskeny nyomközű, acélaljakra erősített vágánymező. A cél egy szállítható, könnyen fektethető és felbontható pálya megalkotása volt. Az első Decauville-vasút a 400 mm-es nyomtávolságot használta (15 és 3/4 hüvelyk); Decauville később átdolgozta találmányát, és áttért az 500 (1 láb 7 és 3/4 hüvelyk) és 600 mm-es (1 láb 11 és 1/2 hüvelyk) nyomtávolságra.
1875-ben alapított vállalata pályaelemeket, mozdonyokat és vagonokat gyártott. Ezeket több országba exportálták, részben az európai hatalmak gyarmati területeire. A francia hadsereg már 1888-ban érdeklődött Decauville vasútja iránt. A 600 mm-es (1 láb 11 és 1/2 hüvelyk) nyomközű pályát választották, hogy ezzel szereljék fel az erődítményeket, valamint ezt használják tüzérségi anyagok és muníció szállítására hadjáratok idején. Decauville-pályát használtak a madagaszkári és marokkói katonai expedíciókhoz is.
Az első világháborúra a Decauville-rendszer katonai szabvány lett, a franciák és az angolok több ezer mérföld pályát fektettek le. A németeknek is hasonló rendszerük volt, szabványosított járműparkkal.
A Decauville-vasutat egészen az '50-es évekig széles körben használták építkezéseken, gazdaságokban, nádültetvényeken és hegyi terepen. Emellett a vállalat gyártott még közúti járműveket és építőipari gépeket is.
A Decauville iparvasúti felszerelések olyan elterjedtek voltak a mexikói Yucatán henequen-ültetvényein (hozzávetőlegesen 4500 km-nyi pálya), hogy a rendszer a terület tényleges áruszállítási eszközévé vált. A környék néhány egykori ültetvényi részén még mindig vannak kisebb – elsősorban szamár-vontatással – üzemelő Decauville-vasutak.
Paul Decauville 1881–1892 között Évry (Essonne) polgármestere volt.

## Galéria

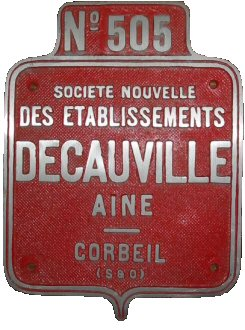
A Decauville Vállalat gyári táblája
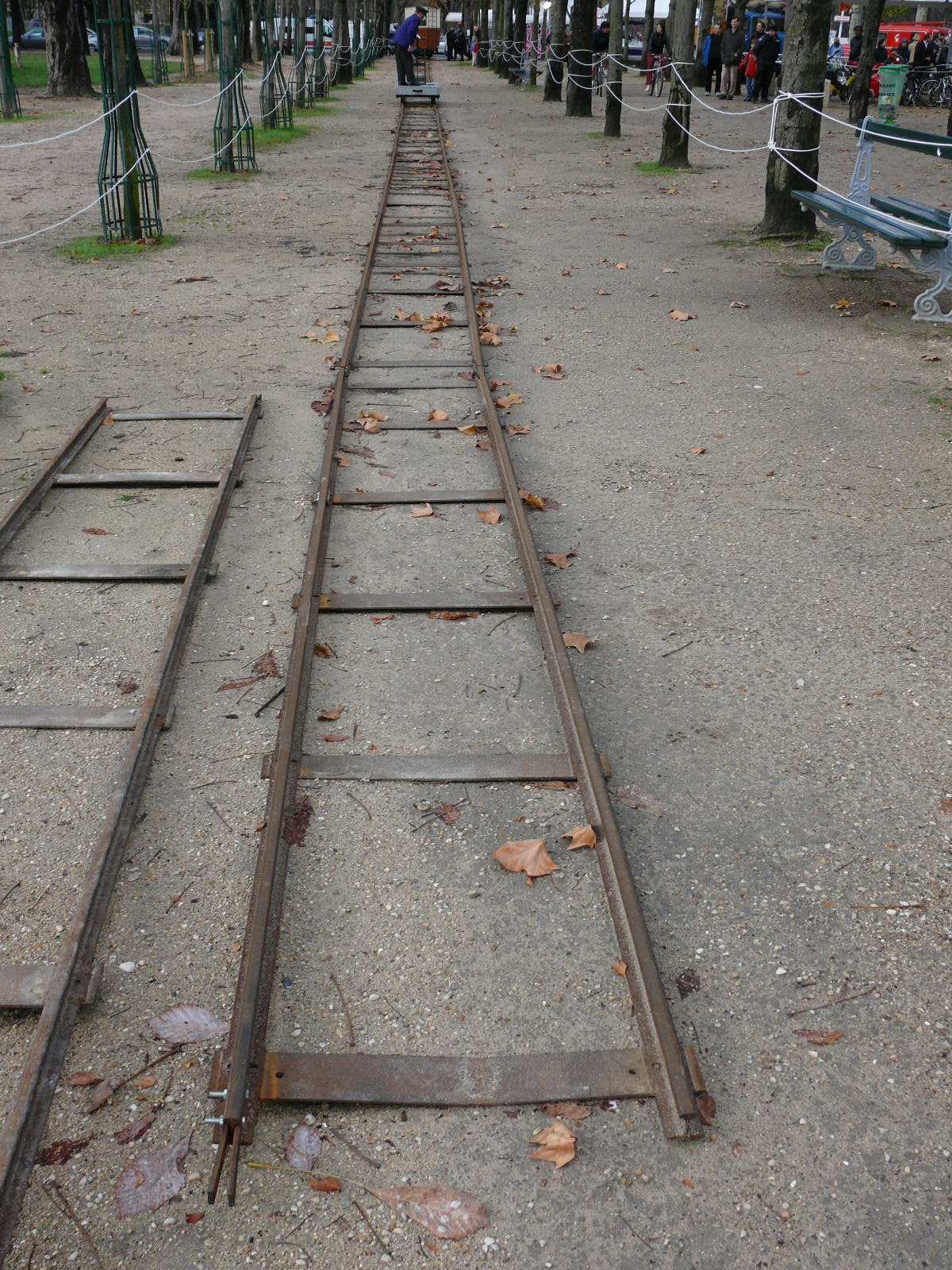
Decauville-rendszerű pálya (repülővágány)
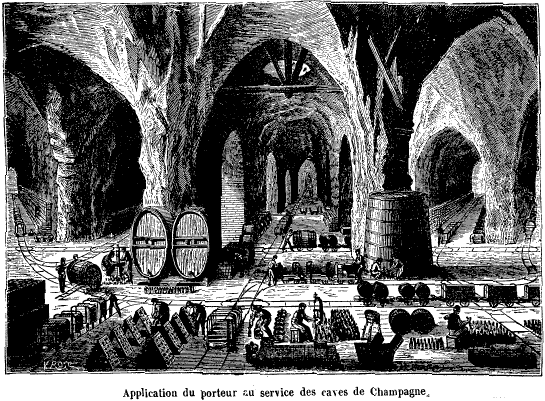
Decauville-pályán pezsgőt szállítanak egy barlangban